# 리즈 비셔스
리즈 비셔스(Liz Vicious, 1987년 10월 31일 ~ )는 미국 국적의 포르노그래피 배우이다. 미국의 플로리다주에서 태어났다.
Liz Vicious는 주로 개인용 사이트를 운영하고 있으며 특유의 기이한 이미지를 가지고 있다. 2007년 Evil motion에서 발매한 DVD인 Succubus에 출연한 바 있으며 영화 내에서도 무서운 이미지를 보여 주었다. Succubus는 Liz Vicious의 유일한 정식 DVD 타이틀이며 북미에서 단 하나의 타이틀을 발매 한 것에 반해 큰 인지도를 가지고 있다.

## 신체
- 신장: 163cm

- 체중: 45kg